# Wang Juan
Wang Juan –en xinès, 王娟– (Suzhou, 5 de març de 1982) és una esportista xinesa que va competir en judo, guanyadora d'una medalla de bronze al Campionat Asiàtic de Judo de 2003 en la categoria de –70 kg.

## Palmarès internacional
| Campionat Asiàtic | Campionat Asiàtic     | Campionat Asiàtic | Campionat Asiàtic |
| Any               | Lloc                  | Medalla           | Categoria         |
| ----------------- | --------------------- | ----------------- | ----------------- |
| 2003              | Jeju ( Corea del Sud) | 3                 | –70 kg            |